# 고마키역
고마키역(일본어: 小牧駅, こまきえき)은 일본 아이치현 고마키시에 있는 메이테쓰 고마키선의 역이다. 역 번호는 KM06이다.
또한, 나고야 비행장(고마키 공항)은 본 역이 아닌 메이테쓰 이누야마선 니시하루 역의 근처역이다.

## 역 구조
혼합식 승강장 2면 3선의 지하역이다. 이누야마 방향에 인상선이 있다. 본 역을 기점으로 이누야마 방면은 단선, 헤이안도리 방면은 복선이다. 또한, 막차 출발의 경우에는 이누야마 방면의 열차는 헤이안도리 방면의 승강장에 정차하는 것이 있다.
자동 매표기는 2대가 있고 1대는 manaca 대응, 나머지 1대는 트랜 패스에 대응한다. 자동 개찰기는 도시바제(EG-2000)가 설치되어 있다. 여러 매수의 대응기이지만, 2장 이상의 승차권류를 투입하려는 경우에는 매수 초과로 통과할 수 없다.
개찰구 앞에는 음식과 음료를 파는 점포가 있으며, 전시 스페이스와 도시의 홍보 자료 등이 놓인 "시민 정보 센터"가 있다. 또한, 시영 지하 주차장과 연결 통로가 있다.

### 승강장
| 노선       | 번호 | 방향 | 행선            | 비고                      |
| ---------- | ---- | ---- | --------------- | ------------------------- |
| ■ 고마키선 | 1    | 하행 | 이누야마 방면   |                           |
| ■ 고마키선 | 2    | 하행 | 이누야마 방면   | 주로 당역 출발・종착 열차 |
| ■ 고마키선 | 2    | 상행 | 헤이안도리 방면 | 주로 당역 출발・종착 열차 |
| ■ 고마키선 | 3    | 상행 | 헤이안도리 방면 |                           |

## 역 주변
- 멜로디 파크 - 버스 터미널 북쪽 광장. 고마키 헤이세이 여름 축제의 행사장 중 하나이다. 기타, 각종 행사가 펼쳐진다.
- 고마키 역 지하 주차장
- 고마키 우체국
  - 유초 은행 고마키점
- 고마키 세무서
- 라피오
  - 알・플라자 고마키(헤이와도의 쇼핑 센터)
- 고마키 시민 병원
- 고마키 제일 병원
- 아이치 현립 고마키 고등학교
- 메나도 미술관
- 가이조인

## 역사
- 1920년 9월 23일: 옛 고마키 선(후, "이와쿠라 지선"으로 노선명 변경, 장소는 현재의 고마키 시 고마키 4초메) 고마키 역 영업 개시.
- 1931년 2월 11일: 메이테쓰 오조네 선(후, "고마키 선"으로 노선명 변경)의 신코마키 역(장소는 현재의 고마키 시 주오 1초메) 영업 개시.
- 1945년 5월 1일: 이와쿠라 지선의 고마키 역을 폐지하고 신코마키 역을 고마키 역으로 역명 변경. 이와쿠라 지선 진입.
- 1964년 4월 25일: 이와쿠라 지선 폐지.
- 1970년 10월: 고마키 시장인 후나바시 히사오(당시)가 "고마키 역 주변 개발 구상"을 발표함.
- 1977년 3월: 고마키 역 동쪽 토지 구획 정리 사업의 도시 계획 책정.
- 1985년 4월: "고마키 역 서쪽 지구 B블록 제1종 시가지 재개발 사업 도시 계획" 책정.
- 1989년
  - 4월 23일: 지하역사화와 동시에 구역사보다 150m 동쪽으로 이설.
  - 10월: 고마키 역 지하 주차장 완성.
- 1990년 11월 2일: 역 빌딩 메이테쓰 고마키 호텔이 개업.
- 2008년 12월 1일: 역 주변이 시의 길거리 흡연 금지 구역으로 지정됨[1].
- 2011년 2월 11일: IC카드 승차권 "manaca" 공용 개시.
- 2012년 2월 29일: 트랜 패스 공용 종료.

## 사진

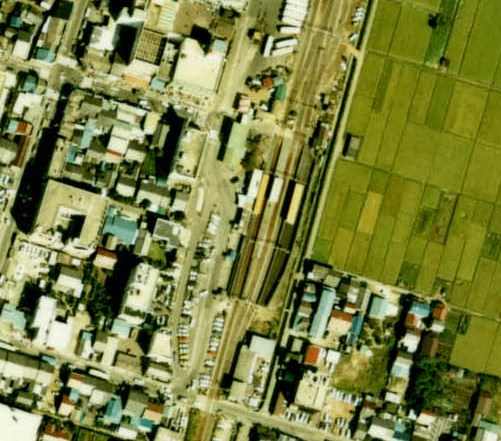
1977년 지상역 시절의 고마키 역
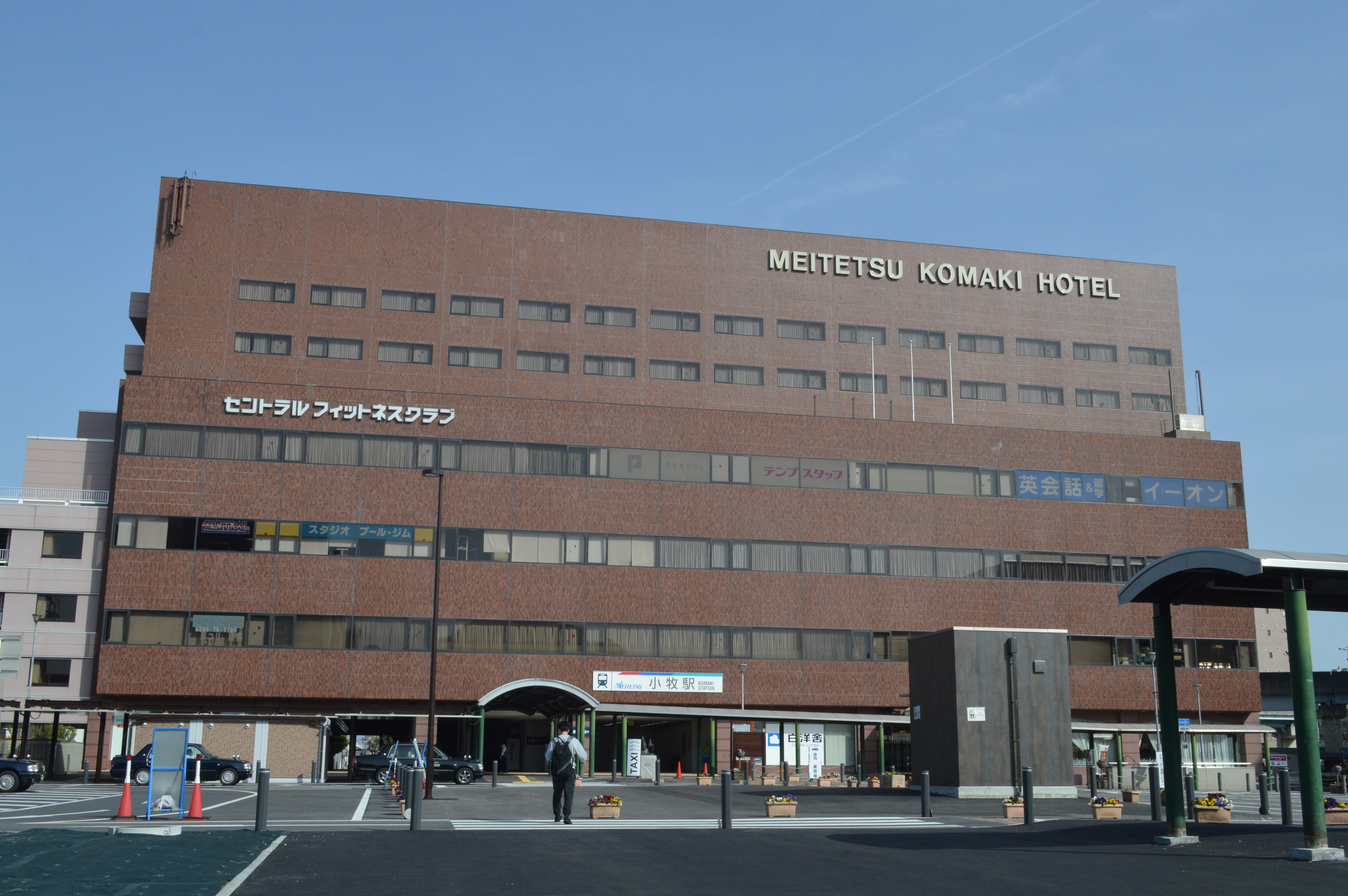
메이테쓰 고마키 호텔과 역 빌딩
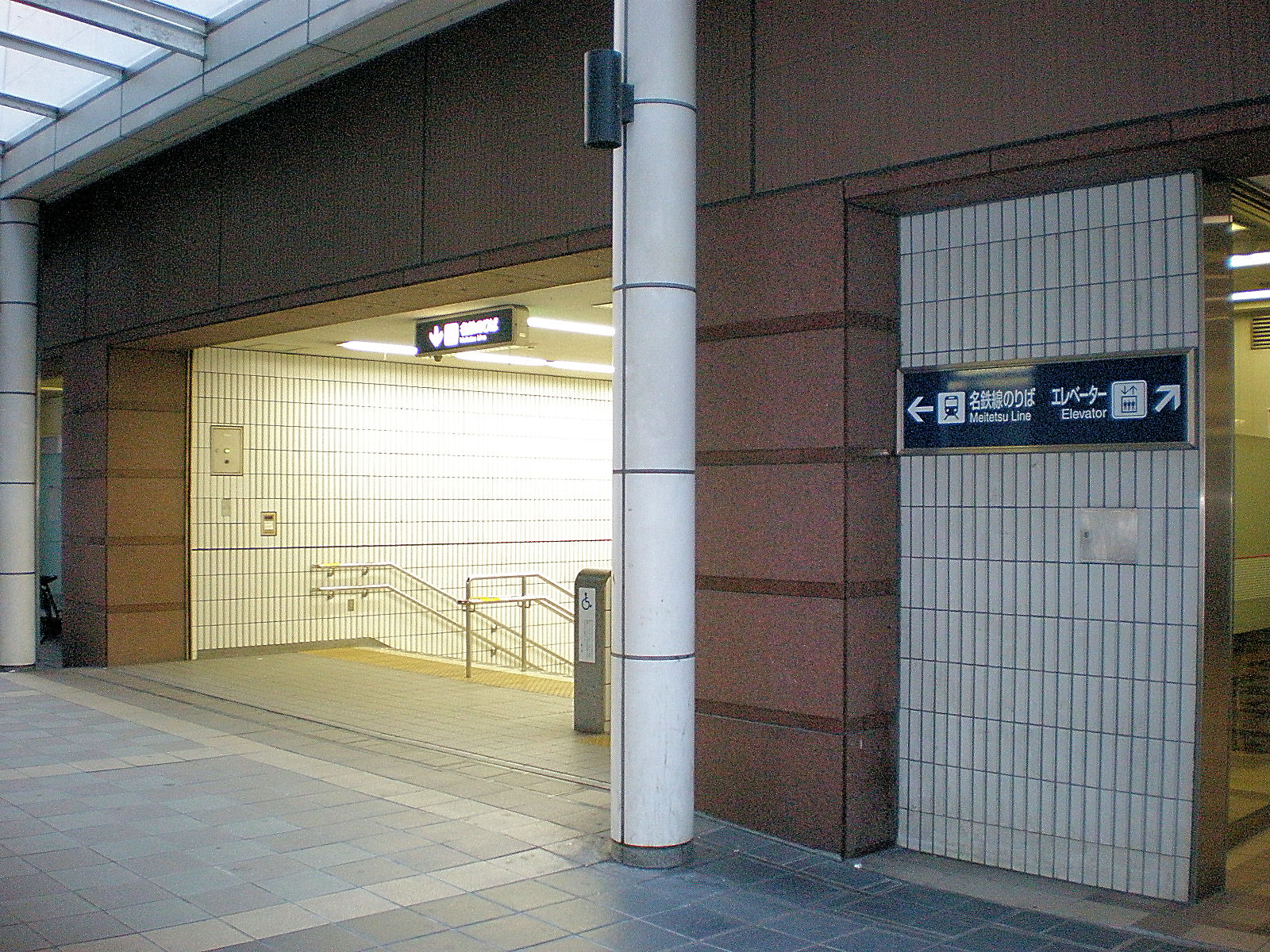
동쪽 출입구
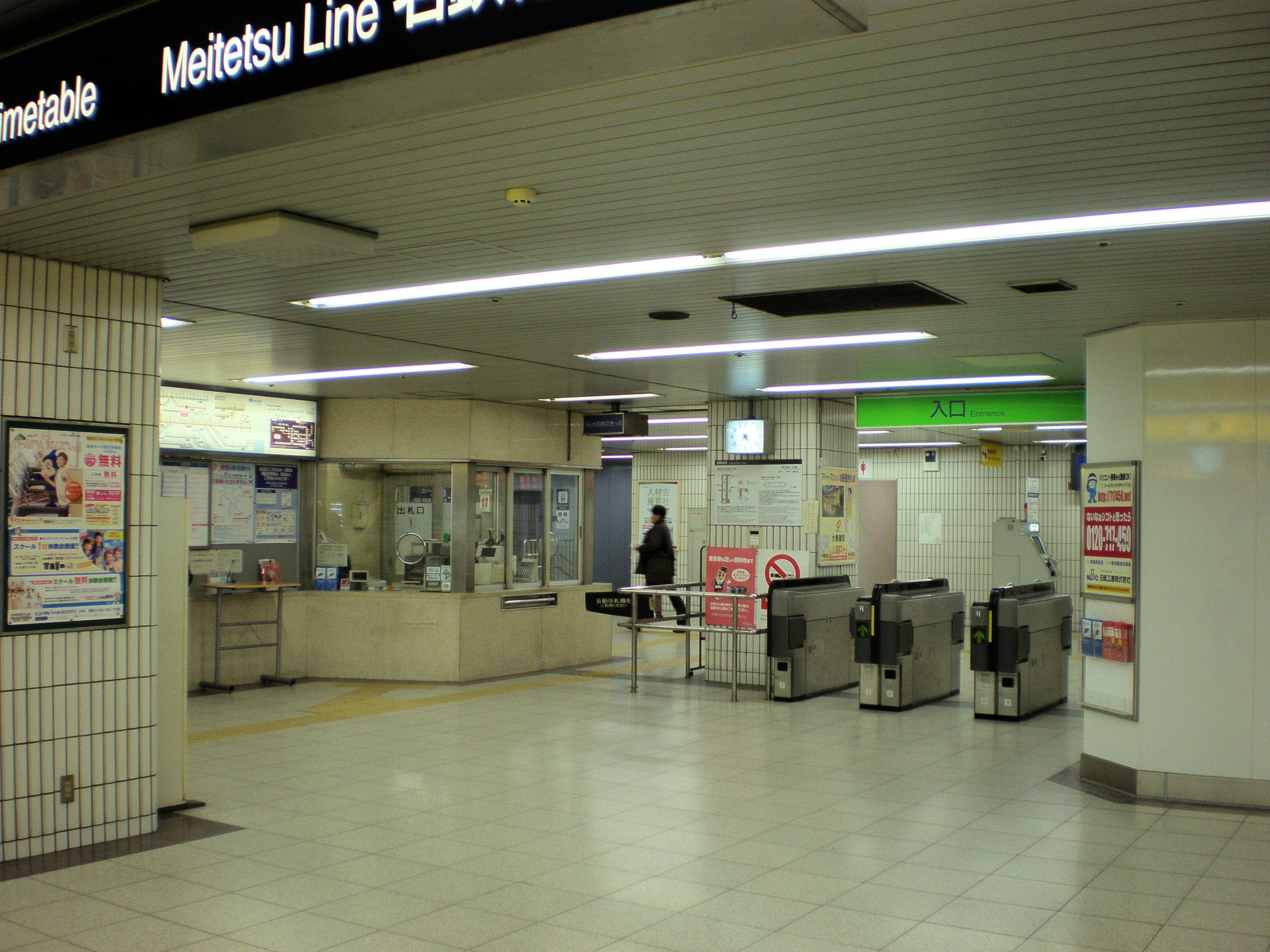
개찰구

## 인접역
| 나고야 철도 ■ 고마키선        | 나고야 철도 ■ 고마키선 | 나고야 철도 ■ 고마키선        |
| ----------------------------- | ---------------------- | ----------------------------- |
| KM07 고마키구치 가미이다 방면 |                        | 고마키하라 KM05 이누야마 방면 |